# Doug Fieger
Doug Fieger, születési nevén Douglas Lars Fieger (Oak Park, Michigan, 1952. augusztus 20. – Los Angeles, Kalifornia, 2010. február 14.) amerikai énekes, zenész, dalszerző. A The Knack együttes alapítójaként és frontembereként vált híressé.

## Pályafutása
June Beth és Bernard Julian Fieger fiaként született. Bátyja Geoffrey Fieger ügyvéd.
Fieger fiatalkorában játszott a Sky és a The Sunset Bombers nevű együttesekben. Az igazi áttörést számára azonban a The Knack nevű együttese hozta, amelynek a My Sharona lett a legismertebb slágere. A dal egészen hat hétig vezette a Billboard slágerlistáját, az év végi összesítésben pedig az első helyen végzett. A dal a Get the Knack című nagylemezen kapott helyett, a nagylemez pedig öt hétig volt a Billboard lemezlista első helyén.
Fiegernél 2006-ban, egy Las Vegasi fellépés után agydaganatot diagnosztizáltak. Négy év betegség után, 2010. február 14-én meghalt.